# Boyeros
Boyeros est l'une des quinze municipalités de la ville de La Havane à Cuba. Son organisation administrative actuelle est issue de sa fusion avec Santiago de las Vegas en 1976. La municipalité de Boyeros est située dans le sud-ouest de la capitale. L'aéroport international José-Martí est implanté sur son territoire.